# Queenie (novela)
Queenie es una nueva novela para adultos escrita por la autora británica Candice Carty-Williams y publicada por Trapeze, una editorial de Orion Publishing Group, en 2019. La novela trata sobre la vida y los amores de Queenie Jenkins, una vibrante y problemática británica de 25 años. Mujer jamaicana que no está teniendo un muy buen año. En 2023, Channel 4 anunció que Queenie se había convertido en un drama televisivo, creado y producido por Carty-Williams y que se emitiría a principios de 2024.

## Antecedentes
En 2017, Queenie fue objeto de una subasta entre cuatro editoriales y finalmente Orion la adquirió por una suma de seis cifras. Aunque se comercializó como "una Bridget Jones negra", la propia Carty-Williams dijo en una entrevista en la revista Stylist: "Así es como pensé en ella también al principio. Pero este libro es También es naturalmente política simplemente por quién es Queenie. Ella no es Bridget Jones. Nunca podría serlo". Hablando en CBS Local, Carty-Williams explicó además: "Es una historia muy personal, pero es universal como bueno... No es autobiográfico, pero son temas que he tomado prestados de mi vida y la de mis amigos."

## Adaptación
Se ha anunciado que se está desarrollando una adaptación televisiva de Queenie para Channel 4, con Carty-Williams como guionista. En agosto de 2021, se informó que el canal había encargado una serie dramática de ocho episodios, cuya producción comenzaría en 2022.